# Hyvel
För andra betydelser, se Hyvel (olika betydelser).
Hyvel är ett verktyg med ett eller flera utskjutande skärstål som används för att skära bort (alternativt jämna till) det yttersta lagret på ett ämne av trä. Eldrivna hyvlar kallas ibland hyvelmaskiner. Sammansatta ord med hyvel används även för skärande verktyg av andra slag.
En traditionell handhyvel består av en handtagsförsedd stock av hårt träslag, gärna bok. Stocken har försetts med ett speciellt utformat hål. I detta hål nedstickes stålet, som fasthålles i ett noga injusterat läge med hjälp av en kil. Den del av hyveln, som glider mot det som skall hyvlas, kallas sula. Äldre hyvlar saknade spånbrytare, ett stål som kan justeras i höjd mot själva hyvelns skärstål. Den enklaste varianten förs för hand över materialet varvid en kniv skär bort det översta lagret. En profilhyvel har knivar som kan bearbeta materialet till önskad form. Senare har stocken utförts i stål, och kilen (också i stål) har modifierats på olika sätt för att underlätta stålets exakta injustering. Pionjär inom området hyvlar av stål är USA-firman Stanley. För handhyvling med större kapacitet används elhyvlar med roterande kuttrar med knivar. Det finns även stationära maskiner såsom rikthyvel, planhyvel, kipphyvel samt olika listhyvlar. För profilhyvling som tidigare utfördes för hand finns olika fräsmaskiner att tillgå.

## Användning
Den primära användningen av hyvlar är att jämna till ytor. Hyvlar brukas när den ojämna eller utskjutande delen är mindre än vad som är praktiskt att ta bort med en såg eller annan kapningsutrustning, men större än vad som är praktiskt att slipa bort med en fil eller ett sandpapper. Vid användning av hyvel produceras rester, såsom flis eller spån.

## Etymologi
1. Hyvel kommer, liksom de motsvarande orden på danska och norska, från medellågtyska hovel, hövel eller hübel. Ursprunget till ordet är ovisst.[1]
2. Rubank kan härledas från tyska rauh = grov, ojämn samt bank = bänk, (sand)bank och liknande;[2] fornsvenska bænker är besläktat med backe.[3]
3. Spockskiva är en försvenskning av engelska spoke shave, ungefär ekerhyvel då den använts till bland annat hyvling av hjulekrar på vagnshjul och finns belagt 1885; det engelska ordet belagt 1510. Försvenskningen spockskäv finns belagd från 1858.[4]

## Typer av hyvlar

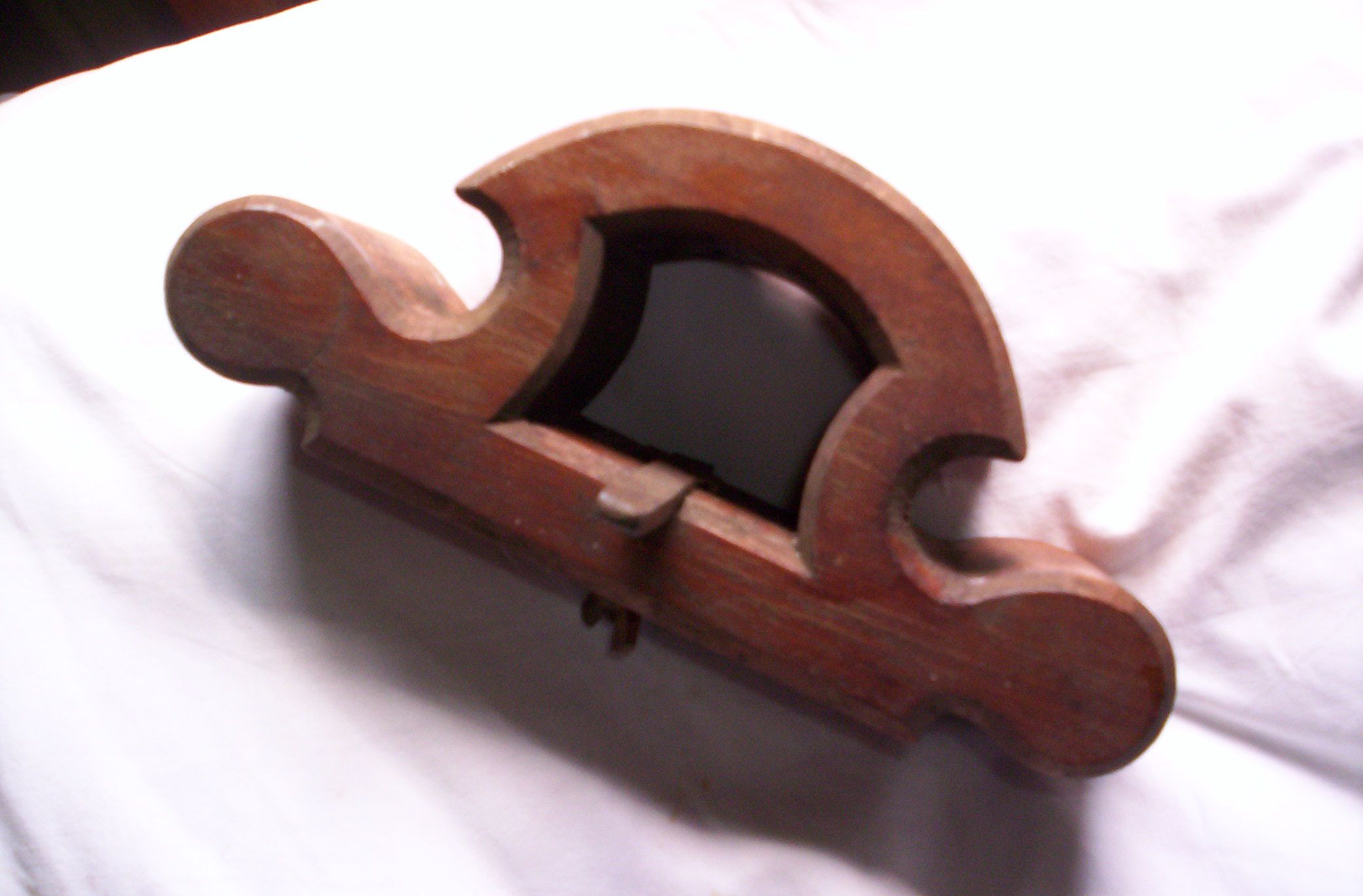
Grundhyvel

Falshyvel är ett handverktyg för framställning av fals inom träbearbetning. Det finns olika typer av falshyvlar, dels den som har dubbla, ställbara anhåll för inställning i sid- och djupled samt förskär för att skära av fibrerna vid falsning tvärs över fiberriktningen och dels den lite enklare som inte har någon djupinställning eller anhåll, fingrar och ögonmått får fungera som detta istället. Den senare kan inte användas tvärs fiberriktningen.
Gradhyvel är en hyvel med snedställd sula och snedställt stål och används för att skapa den del som skall skjutas in i ett spår vid sammanfogningsmetoden
gradning.
Grodhyvel är en mycket liten hyvel, som hanteras med endast ena handen. Den används för finputs vid modellbyggen. I vissa fall utgörs dess hyvelstål av ett rakblad.
Grundhyvel eller grundkloss har sidoställda handtag och ett stål som ställs så att den kan hyvla ett spår mellan två, med en gradsåg upptagna, sågspår i en skiva vid sammanfogning, gradning. Alternativt så huggs träet mellan sågspåren bort med ett stämjärn. Grundhyveln kan också förses med olika stål med plan- eller vinklad- spets beroende på om man skall hyvla in i ett hörn eller liknande.
Hålkälshyvel. Har liksom skrubbhyveln ett konvext slipat stål, men dessutom är sulan cylindrisk. Med denna hyvel åstadkommes hålkäl, längsgående, rundbottnade rännor i en bräda. 
En variant har sulan rundad både i längsled och tvärled (ellipsoid). En sådan hyvel är bra för formning av skålformade fördjupningar i materialet, exempelvis släthyvling av insidan på tunnor.
Karnishyvel är en hyvel där hyvelstål och sula är formad för att hyvla den S-formade listprofilen karnis.
Nothyvel är en hyvel med mycket smalt stål, som har ett stort inställningsområde för djupet. Den har ett anhåll, som styr hyvelns läge från arbetsstyckets kant. Därmed kan man hyvla fram djupa spår i arbetsstycket, till exempel i kanten på en bräda för sammanfogningsmetoden spontning.
Oxhyvel är ett handverktyg med dubbla tvärställda handtag som är avsedd att föras av två personer som sitter mitt emot varandra och där den ena skjuter på och den andra drar. Oxhyveln användes före maskinhyvlarnas tillkomst vid planhyvling av virke inom möbelsnickeri, båtbyggeri och vid golvläggning.

Profilhyvel av bok, från år 1664

Panelhyvel (maskin) är en hyvel för trä som profilerar och hyvlar alla 4 sidorna samtidigt. Brukligt är att benämna en 4-sidig hyvel som hyvlar över 180 mm bredd till panelhyvel. En sådan hyvel som hyvlar under 180 mm kallas listhyvel.
Profilhyvel är hyvlar till olika profiler på listverk.

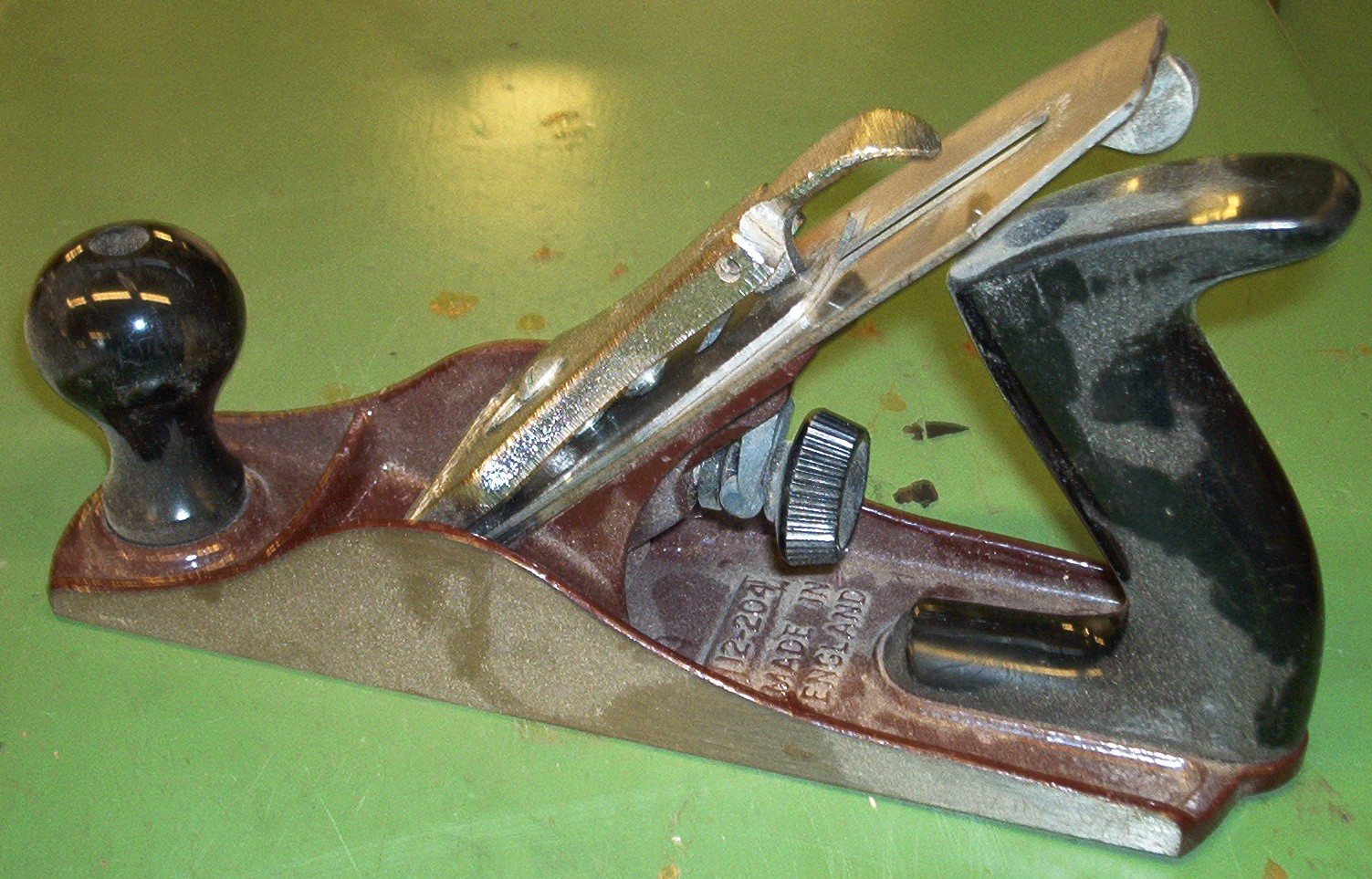
Modern putshyvel i stål

Putshyvel är en hyvel med kort sula (20 – 25 cm) och utgör sista steget i finjusteringen av ett föremåls yta. Putshyvelns klaff ska ställas mycket tätt på stålets skär och öppningen ska vara så liten som det är möjligt. Är putshyveln rätt inställd och virkesvalet riktigt så behövs ingen vidare efterbearbetning.
Rubank är en hyvel för riktning och planing av större ytor. Den har en lång sula, varför den rider på topparna i det ojämna underlag, som skall planas. Det blir då i huvudsak topparna, som hyvlas bort, medan de gropar som befinner sig under sulan lämnas i stort sett orörda. En kort rubank (35 cm) med grovt ställd klaff och vid öppning utgör första steget när en möbelsnickare ska rikta upp en yta. Om sågsnittet varit alltför generöst och mycket material ska bort så använder man skrubbhyveln allra först, likaledes om ämnet är mycket skevt. Efter den korta rubanken fortsätter man med en längre rubank (45 cm eller längre). Denna ska ha en finare ställd klaff och liten öppning. Efter att den fint ställda rubanken gjort sitt, är det dags för putshyveln. Rubanken lämpar sig också bra till master och hyvling av andra långa arbetsstycken.
Rundvirkeshyvel. Utförd ungefär som en skrubbhyvel, men stålet är konkavt slipat. Med denna hyvel formas rundstav.
"Simsgroda" är en liten putshyvel där hyvelstålet sitter i framkant av sulan vilket möjliggör åtkomst i innerhörn av snickeridetaljer. Simsgrodan är ett enhandsverktyg men skiljer sig från "grodhyveln" genom ett robustare utförande och sitt traditionella, ställbara hyvelstål.
Simshyvel. Hyvelstålet går ända ut i kanten på stockens ena sida, varför man med en sådan hyvel kan hyvla dikt intill något uppåtstående på arbetsstycket, exempelvis i ett innerhörn. Många gånger för att justera en tapp eller liknande. Simshyvel kombineras ofta med falshyvel.
Skeppshyvel är en hyvel i stål som har en ställbar sula för konvexa eller konkava ytor. I äldre tid har hantverkaren tillverkat en hyvel i trä för varje uppkommet behov. Skeppshyveln används mest i båtbyggeri att hyvla upp böjda detaljer såsom stävar och spant.
Skrubbhyvel är en hyvel som i stort liknar en putshyvel, men till skillnad från putshyvelns raka stål är den skärande kanten på skrubbhyvelns stål konvext slipat som en cirkelbåge. Därmed erhålles grov avverkning av det som hyvlas. Resultatet blir en starkt spårig yta, som — om utseendet är viktigt — måste efterbearbetas med en rubank eller putshyvel.
Spockskiva, eller spånhyvel, en hyvel med extremt kort sula och sidställda handtag. Används för diverse formningsarbeten, exempelvis i fördjupningar av arbetsstycket.
Dialektalt har spockskivan kallats lappskava och spockskäv. Ordet kommer antagligen från engelskans "spokeshave".
Stöthyvel är en hyvel med plan sula och en liten skärvinkel för hyvling av ändträ. Stöthyveln har en skärvinkel från cirka 12 till 21 grader. Stöthyveln används för inpassning av ändträ mot stävar i till exempel båtbygge samt övrigt finsnickeri.

### Bildgalleri

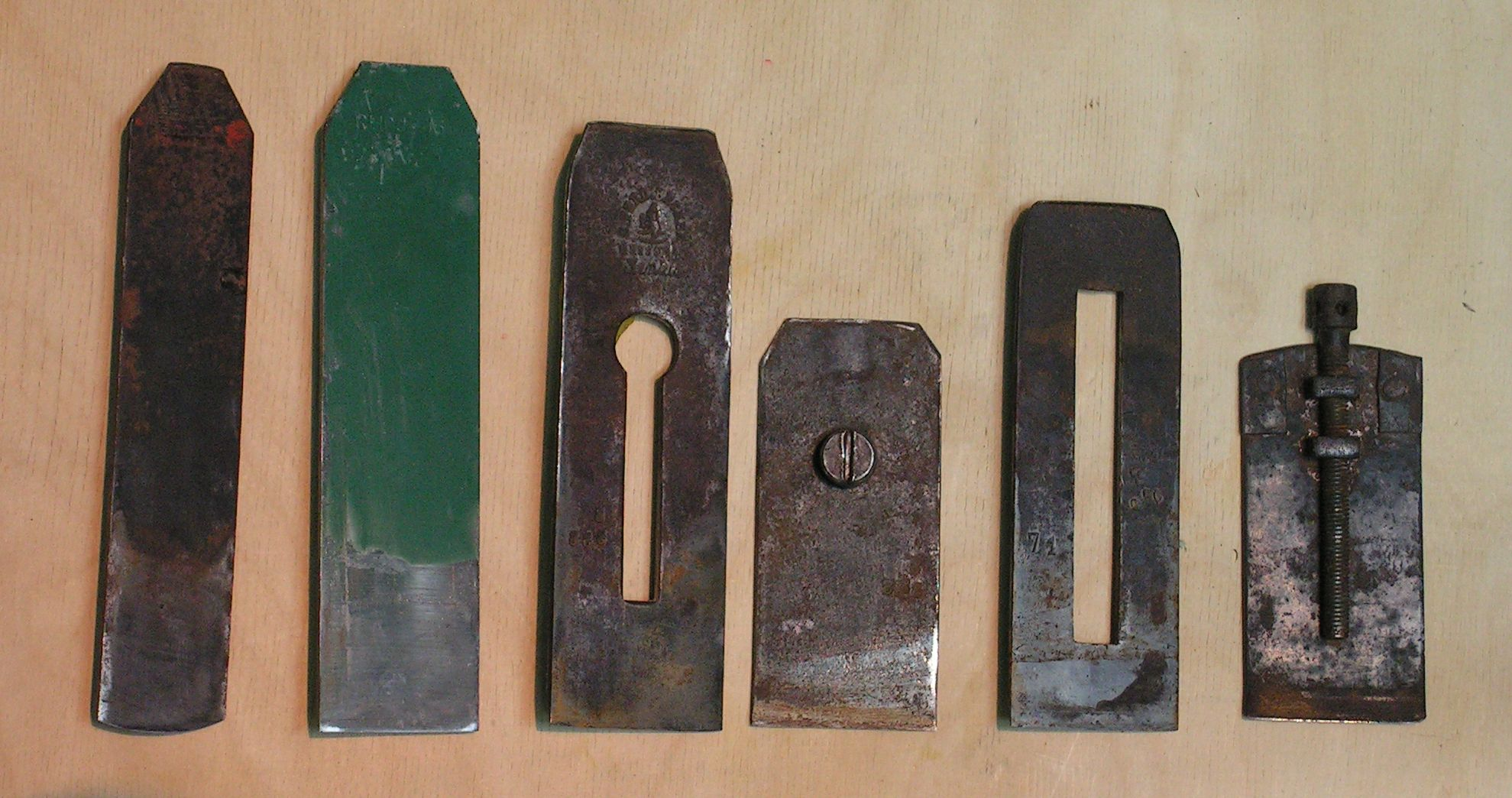
Från vänster: konkavt stål, plant stål och stål med spånbrytare.
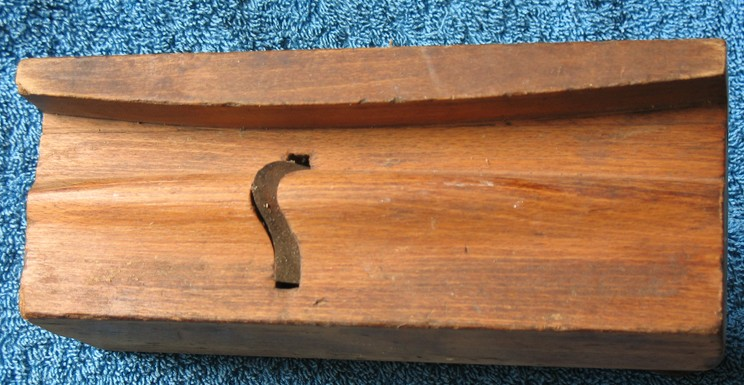
Karnishyvel.
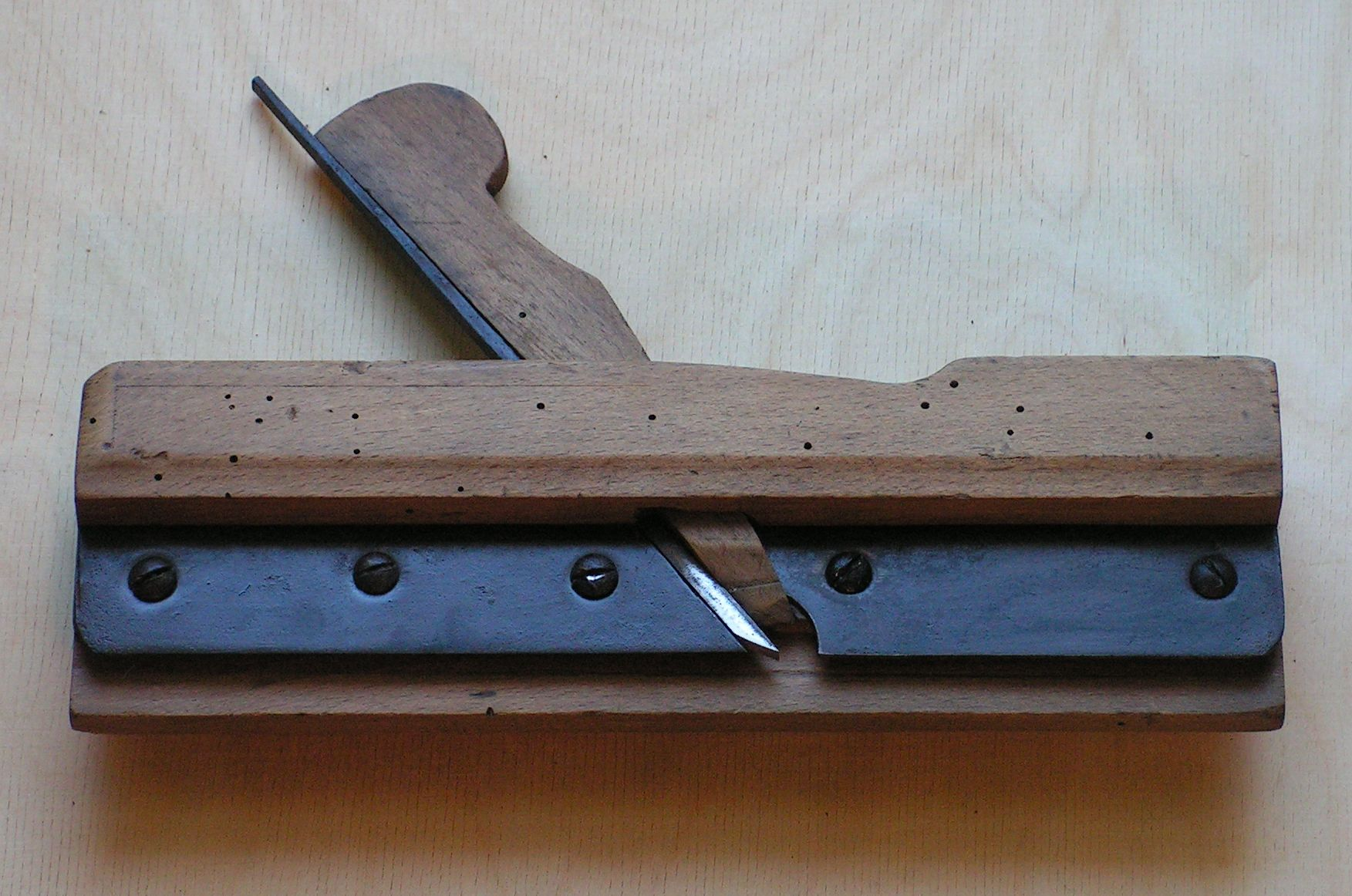
Nothyvel.
Hyvling med kanna. (Japansk draghyvel).
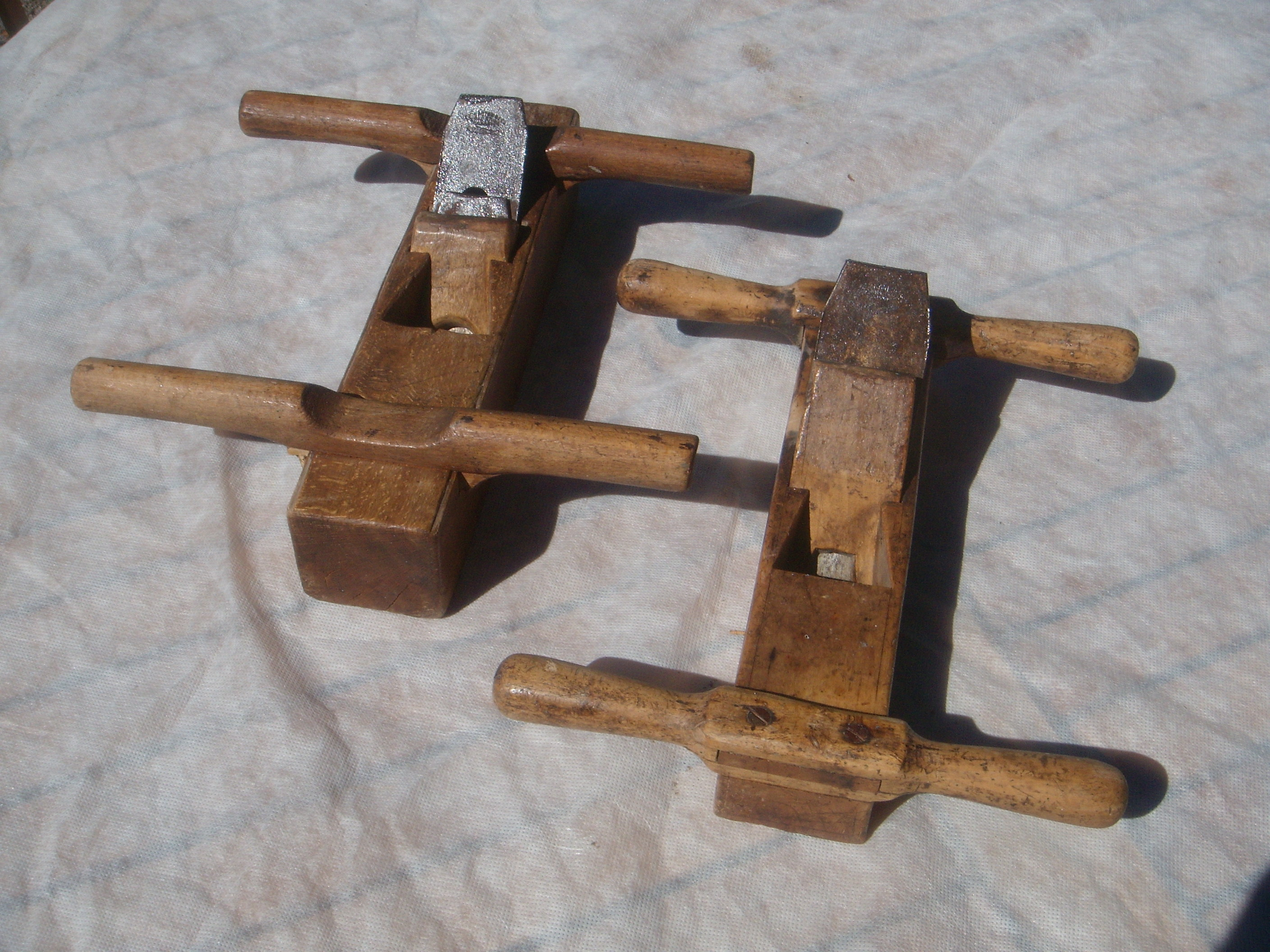
Oxhyvel.
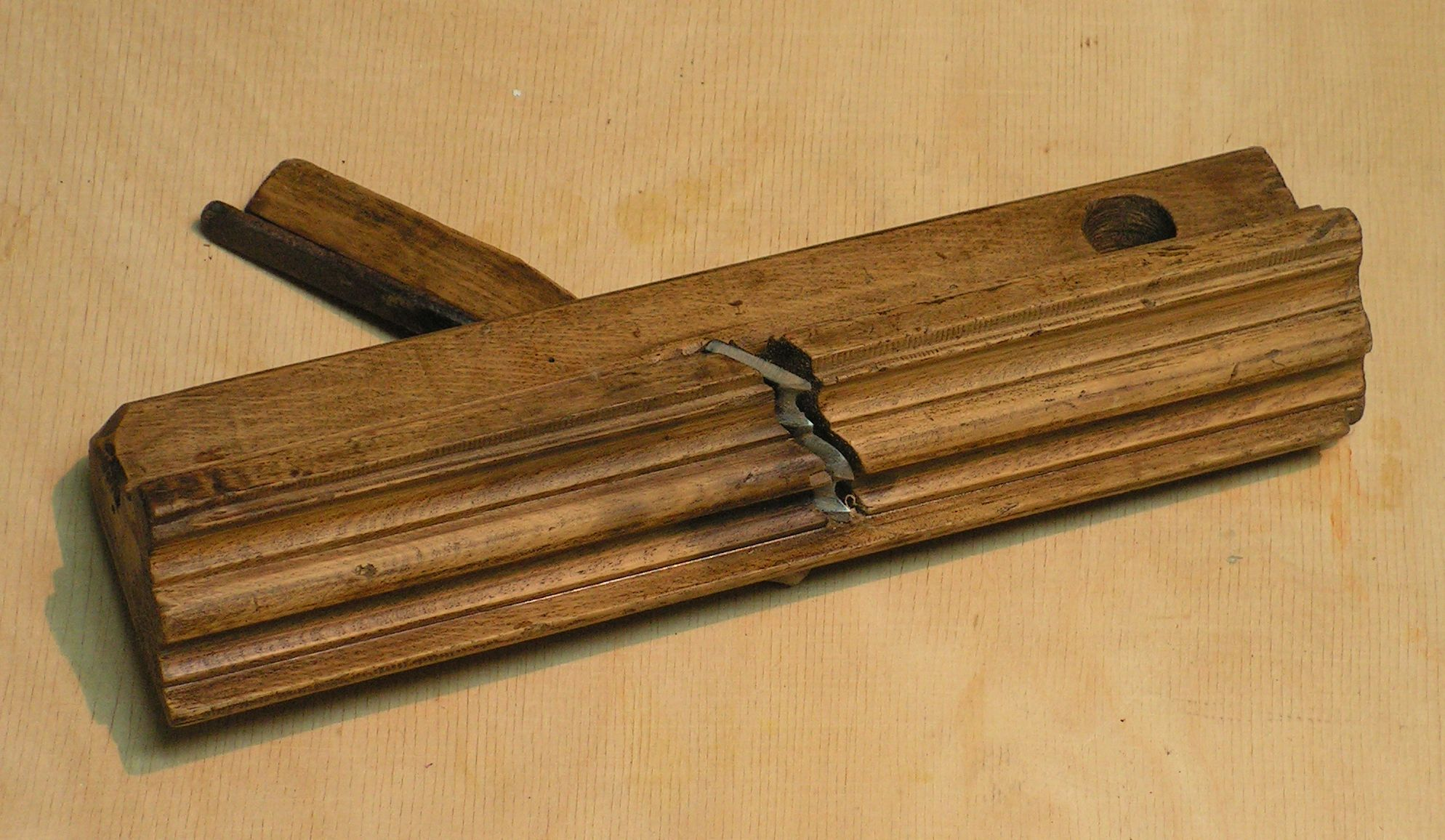
Profilhyvel.
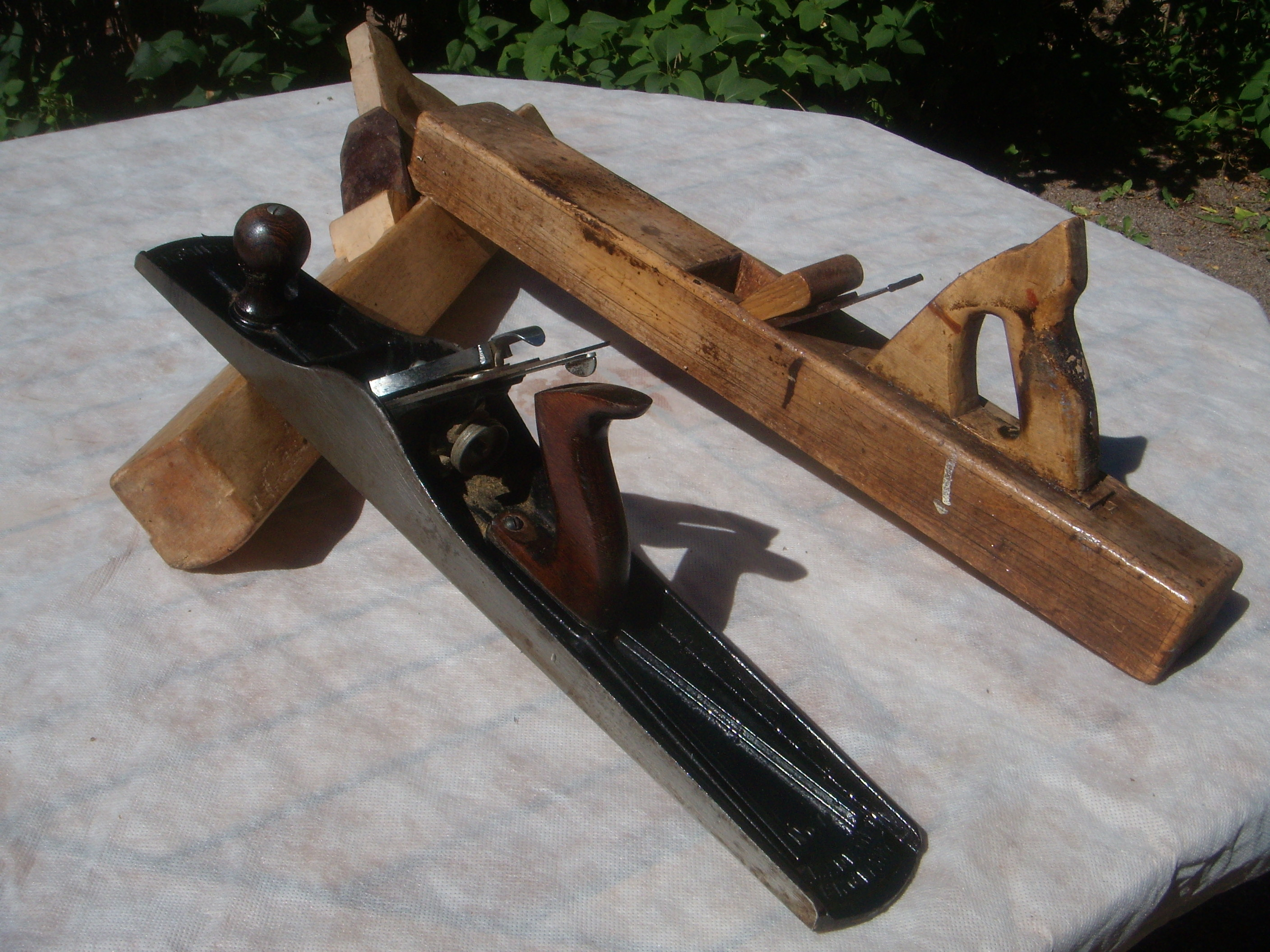
Rubank No7 samt två olika äldre i trä.
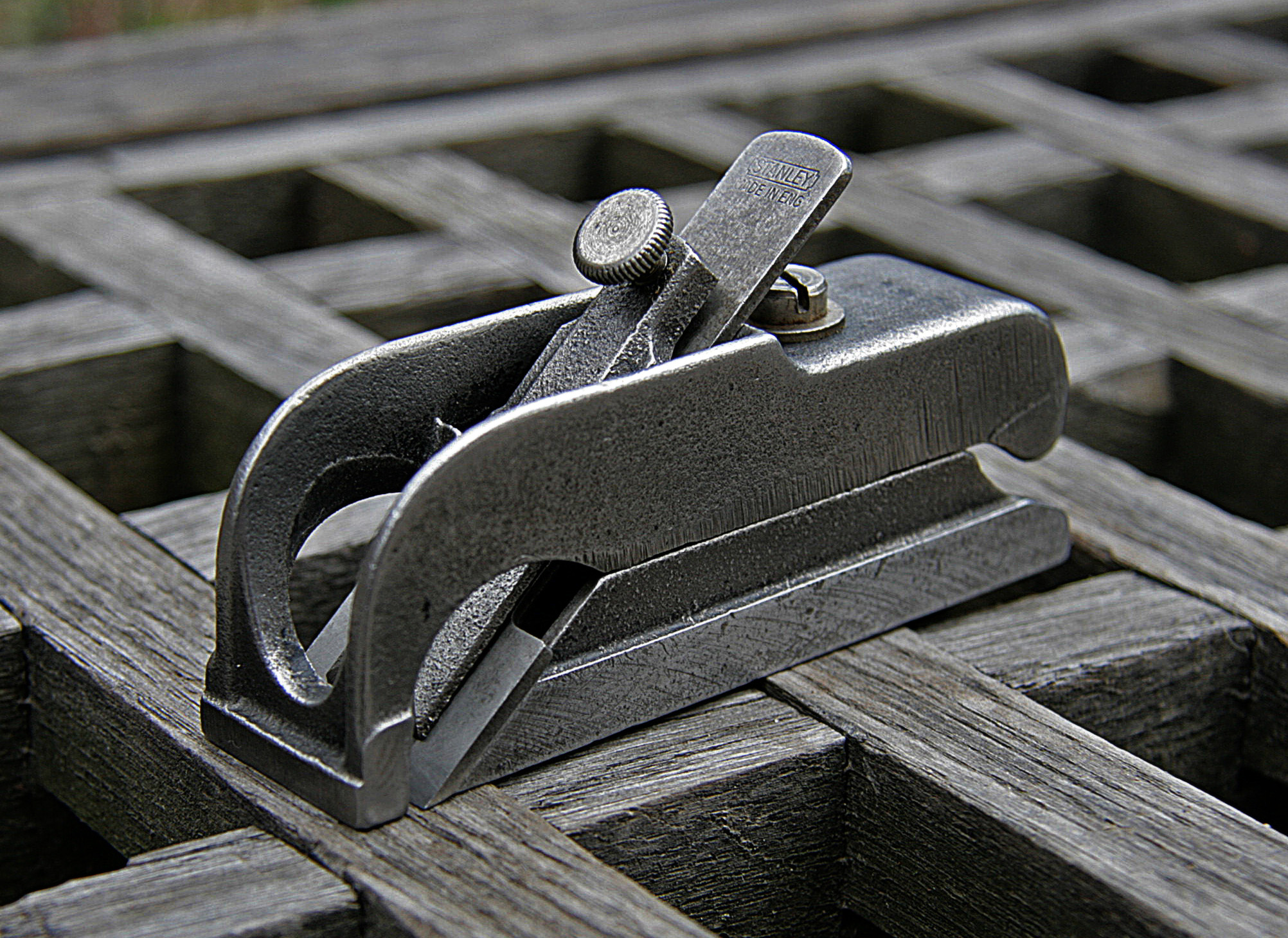
Simsgroda, 10 X 2,5 cm.
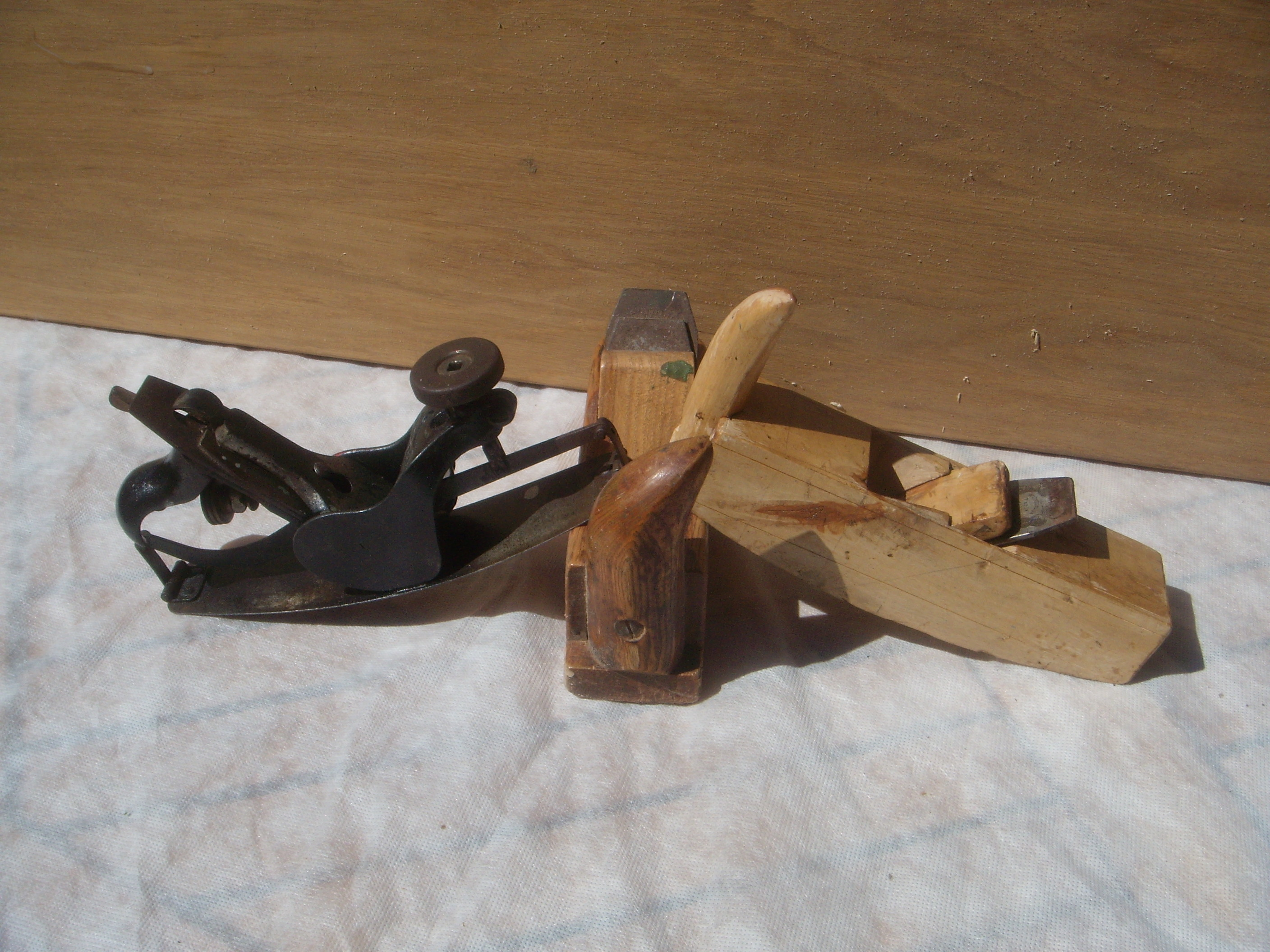
Skeppshyvel.
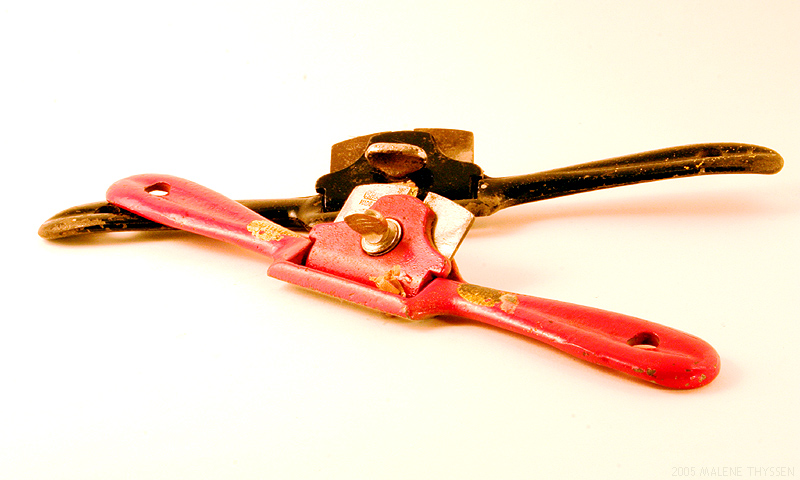
Spockskivor.
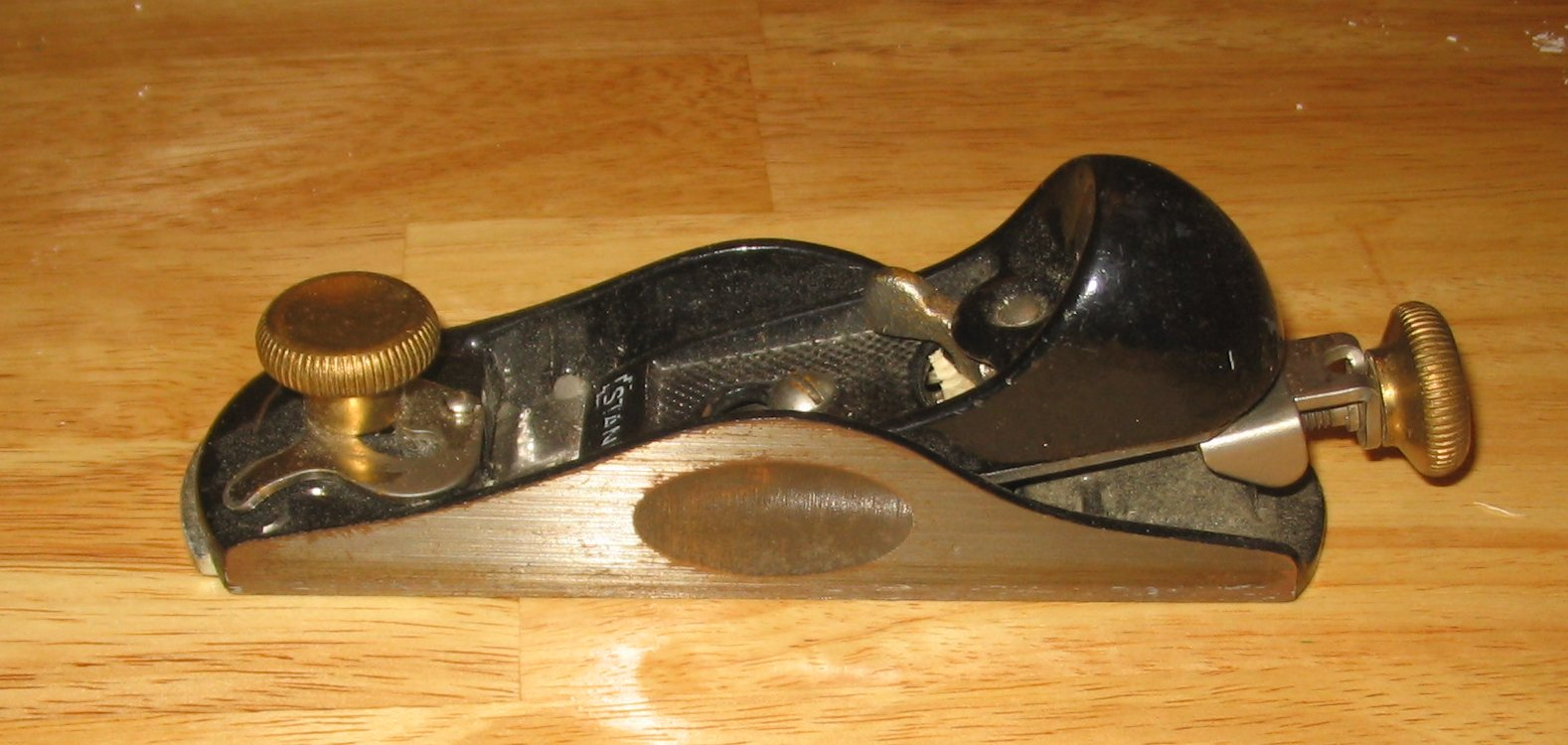
Stöthyvel.
Fanérhyvel av valnöt
Nothyvel av ek och limmad bok